# 맥스 핍스
맥스 핍스(Max Phipps, 1939년 11월 18일 ~ 2000년 8월 6일)는 오스트레일리아의 배우이다.
더보에서 태어났으며 시드니에서 사망하였다. 사인은 암이다.

## 출연 작품
- 무단 경고 (1999년)
- 노아의 방주 (1999년)
- 다크 에이지 (1987년)
- 특명 블루라이팅 (1986년)
- 스카이 레이더스 (1986년)
- 캡틴 인빈서블의 귀환 (1983, The Return of Captain Invincible)
- 매드 맥스 2 (1981년) - 토디 역
- 써스트 (1979년)
- 파리의 자동차 (1974년)

### 텔레비전
- 올 세인츠 (1998-99)